# Svartbjörnsbyn
Svartbjörnsbyn (soms ook Svartbjörsbyn) is een dorp (småort) binnen de Zweedse gemeente Boden. Het dorp is een van de oudste dorpen in de omgeving. De naam zou terugvoeren naar Biörn Swarte, de naam is langzaam verbasterd en verzweedst tot de huidige naam. Stichting van het dorp zou hebben plaatsgevonden in de 12e eeuw. Een andere verklaring zou zijn dat björ een verbastering is van het Zweedse bjur, hetgeen bever betekent.
Björkelund is de zuidelijke wijk van Svartbjörnsbyn, alwaar Eyvind Johnson is geboren. De inwoners van deze wijk zijn niet meegeteld in bij het inwoneraantal in het kader rechts, deze zijn alleen van Svartbjörnsbyn Norra delen. Deze woonwijk ligt in het zuiden tegen Prästholmen, een noordelijke wijk van Boden aan.
Bestuurscentrum: Boden (tätort)
Tätort: Bodträskfors · Gunnarsbyn · Harads · Sävast · Unbyn · Vittjärv
Småort: Åbergstorp · Brännberg · Bredåker · Buddbyn · Degerbäcken · Lakaträsk · Österåker · Överstbyn · Skogså · Sörbyn · Svartbjörnsbyn · Svartlå
Overig: Abramsån · Åkerholmen · Aldernäs · Alträsk · Åskogen · Brobyn · Flarken · Forsnäs · Forsträskhed · Gemträsk · Gransjö · Heden · Hundsjö · Inbyn · Lassbyn · Lombäcken · Mjedsjön · Mockträsk · Nedre Flåsjön · Norra Svartbyn · Norriån · Notträsk · Övre Flåsjön · Råbäcken · Rågraven · Rasmyran · Rödingsträsk · Rörån · Sandträsk · Skogså · Storsand · Svartbäcken · Södra Harads · Valvträsk · Vändträsk · Vibbyn
Wijk Boden: Södra Svartbyn en Trångfors